# Governo Schwerin von Krosigk
Il governo Schwerin von Krosigk, presieduto da Lutz Graf Schwerin von Krosigk, è stato in carica dal 1º al 23 maggio 1945, per un totale di 22 giorni. Aveva sede a Flensburgo, al confine con la Danimarca.

## Composizione del governo

### Primo ministro
Lutz Graf Schwerin von Krosigk (Indipendente)

### Ministri

#### Affari Esteri
Lutz Graf Schwerin von Krosigk (Indipendente)

### Alimentazione e Agricoltura
Herbert Backe (NSDAP)

#### Industria e Produzione
Albert Speer (NSDAP)

#### Economia
Albert Speer (NSDAP)

#### Esercito
Karl Dönitz (NSDAP)

#### Finanze
Lutz Graf Schwerin von Krosigk (Indipendente)

#### Giustizia
Otto Georg Thierack (NSDAP)

#### Interni
Wilhelm Stuckart (NSDAP)

#### Lavoro
Franz Seldte (NSDAP)

#### Poste
Julius Heinrich Dorpmüller (NSDAP)

#### Trasporti
Julius Heinrich Dorpmüller (NSDAP)